# Macropharynx steyermarkii
Macropharynx steyermarkii là một loài thực vật có hoa trong họ La bố ma. Loài này được (Markgr.) J.F.Morales mô tả khoa học đầu tiên năm 1997.